# ميخائيل أودونيل
ميخائيل أودونيل (بالإنجليزية: Michael O'Donnell)‏ هو سياسي أمريكي، ولد في 6 أغسطس 1984 في ويتشيتا في الولايات المتحدة. حزبياً، نشط في الحزب الجمهوري. وقد انتخب عضو مجلس ولاية كانساس.